# Loxosceles tenochtitlan
Espèce
Loxosceles tenochtitlan est une espèce d'araignées aranéomorphes de la famille des Sicariidae.

## Distribution
Cette espèce est endémique du Mexique. Elle se rencontre à Mexico, dans l'État de Mexico et au Tlaxcala.

## Description

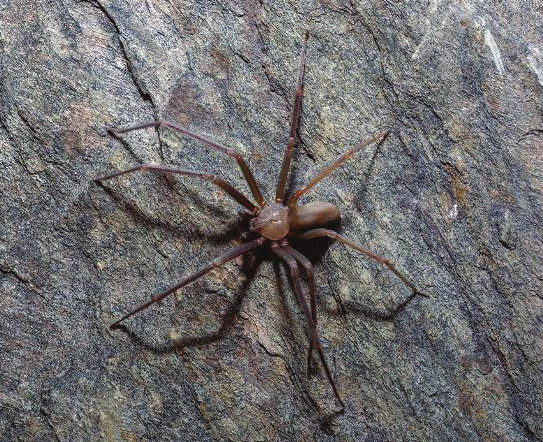
Loxosceles tenochtitlan ♂

Le mâle holotype mesure 6,70 mm et la femelle paratype 10,40 mm. Cette espèce possède un venin très puissant.

## Étymologie
Son nom d'espèce lui a été donné en référence au lieu de sa découverte, Tenochtitlán.

## Publication originale
- Valdez-Mondragón, Navarro-Rodríguez, Solís-Catalán, Cortez-Roldán & Juárez-Sánchez, 2019 : Under an integrative taxonomic approach: the description of a new species of the genus Loxosceles (Araneae, Sicariidae) from Mexico City. ZooKeys, no 892, p. 93-133 (texte intégral).